# Stepped Up and Scratched
A Stepped Up and Scratched a brit, metalcore stílusú Asking Alexandria együttes remixalbuma. A tervezett kiadás többszöri elhúzódása után végül 2011. november 21-én jelent meg a Sumerian Records gondozásában. Többek között Borgore, Sol Invicto, Celldweller, Big Chocolate, KC Blitz remixeit tartalmazza a lemez.
Az első hivatalos kislemez az albumról a „A Lesson Never Learned” számból készült a Celldweller által, és 2011. november 1-jén jelent meg. A „Reckless & Relentless” Document One remixét 2011. november 10-én mutatták be a Hot Topic weboldalán.

## Számlista
| 1.    | A Single Moment of Sincerity (KC Blitz remix)                                           | 4:33 |
| 2.    | Another Bottle Down (Tomba remix)                                                       | 4:09 |
| 3.    | Reckless & Relentless (Document One remix)                                              | 5:18 |
| 4.    | I Was Once, Possibly, Maybe, Perhaps a Cowboy King (Robotsonics remix)                  | 5:31 |
| 5.    | To the Stage (Bare remix)                                                               | 3:29 |
| 6.    | A Lesson Never Learned (Celldweller remix)                                              | 3:45 |
| 7.    | The Final Episode (Let's Change the Channel) (Borgore remix)                            | 4:12 |
| 8.    | A Candlelit Dinner with Inamorta (RUN DMT remix)                                        | 4:14 |
| 9.    | If You Can't Ride Two Horses at Once... You Should Get Out of the Circus (Noah D remix) | 3:53 |
| 10.   | I Used to Have a Best Friend (But Then He Gave Me an STD) (Big Chocolate remix)         | 4:45 |
| 11.   | Dear Insanity (Revaleso remix)                                                          | 4:38 |
| 12.   | Not the American Average (J.Rabbit remix)                                               | 4:55 |
| 13.   | Morte et Dabo (Sol Invicto remix)                                                       | 5:26 |
| 14.   | Closure (Mecha remix)                                                                   | 4:11 |
| 15.   | A Prophecy (Big Chocolate remix)                                                        | 4:27 |
| 16.   | A Lesson Never Learned (Sol Invicto remix)                                              | 4:41 |
| 72:07 |                                                                                         |      |

## Közreműködők
| Asking Alexandria - Ben Bruce – gitár, háttérének, programming - Danny Worsnop – ének, billentyűs hangszerek, szintetizátor, programming - Sam Bettley – basszusgitár - James Cassells – dobok - Cameron Liddell – ritmusgitár | Remixelők - KC Blitz - Tomba - Document One - Robotsonic - Bare - Celldweller - Borgore - Run DMT - Noah D - Big Chocolate - Revaleso - J. Rabbit - Sol Invicto - Mecha |